# Borys Lewin
Pour les articles homonymes, voir Lewin.

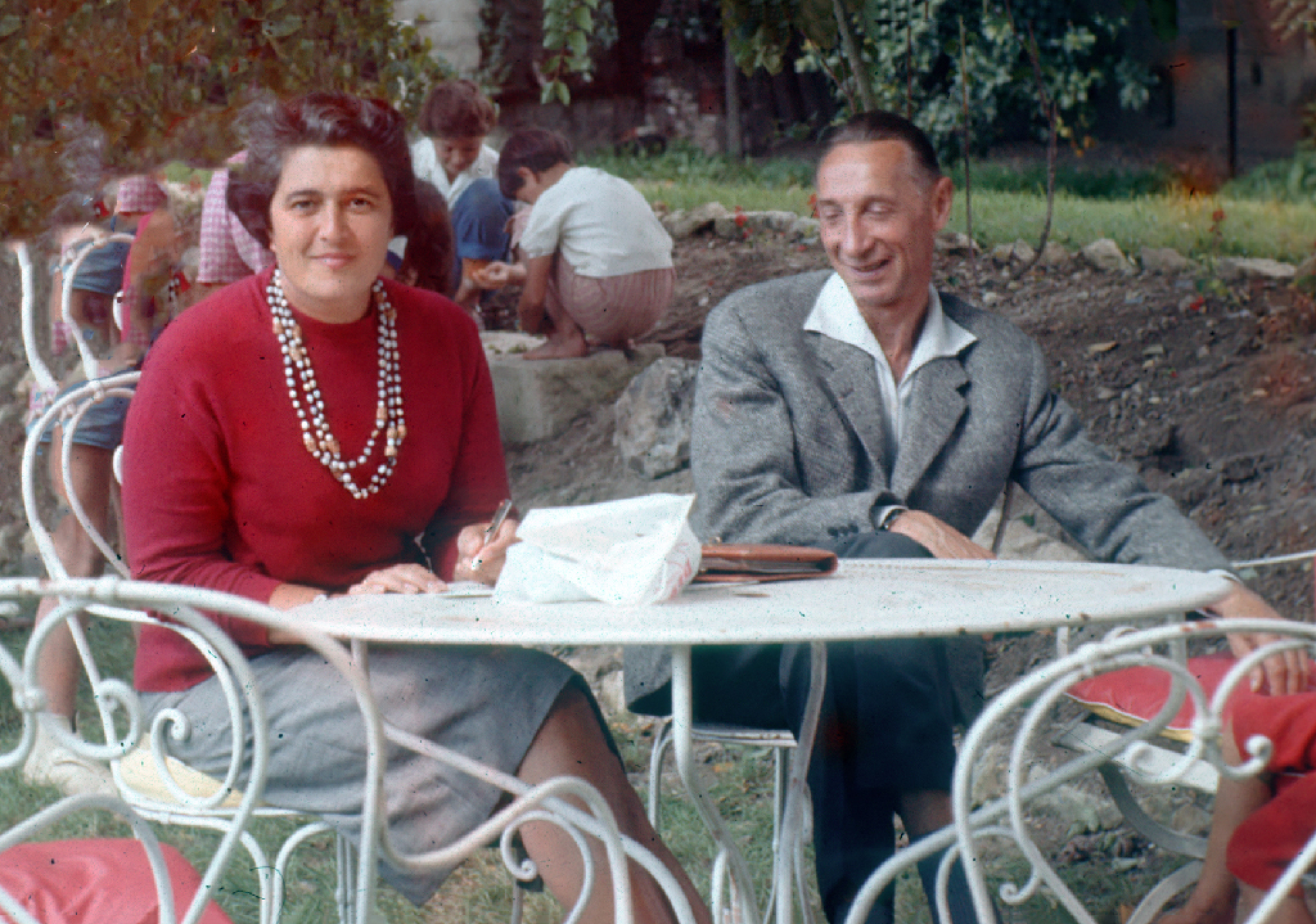
1960 Borys (Grisha) Lewin avec sa femme Paulette

Borys Lewin (parfois Boris Lewin ou Boris Levin) est un monteur et réalisateur français, né le 1er octobre 1914 à Minsk (Biélorussie) et mort le 4 novembre 1992.

## Biographie
Borys Lewin est le réalisateur d'un unique long métrage, Le Traqué, version en français de Gunman in the Streets de Frank Tuttle.

## Filmographie

### Monteur
- 1938 : Prison sans barreaux
- 1938 : La Maison du Maltais
- 1938 : Conflit
- 1939 : Le Dernier Tournant
- 1940 : Le monde tremblera
- 1940 : Sixième étage
- 1947 : Bethsabée
- 1948 : Éternel Conflit
- 1949 : La Maternelle
- 1951 : Rue des Saussaies
- 1952 : La Maison dans la dune
- 1953 : Madame de...
- 1954 : Par ordre du tsar (Les cloches n'ont pas sonné)
- 1954 : Scènes de ménage
- 1954 : La Fille de Mata-Hari
- 1955 : French Cancan
- 1955 : Chiens perdus sans collier
- 1955 : L'Affaire des poisons
- 1956 : Elena et les Hommes
- 1957 : La Route joyeuse
- 1958 : Sans famille
- 1959 : Le Grand Chef
- 1959 : Ce soir on tue
- 1959 : Y'en a marre
- 1960 : Un couple
- 1960 : Normandie-Niémen
- 1960 : Les Mystères d'Angkor
- 1960 : La Française et l'Amour
- 1960 : Le Passage du Rhin
- 1960 : Ça s'est passé à Rome
- 1961 : Le Goût de la violence
- 1961 : Les lions sont lâchés
- 1962 : Horace 62
- 1962 : Mandrin, bandit gentilhomme
- 1962 : Les Quatre Vérités
- 1965 : Moi et les hommes de quarante ans
- 1965 : Guerre secrète
- 1968 : Trois filles vers le soleil
- 1968 : The Death of Joe the Indian
- 1969 : Les Chemins de Katmandou
- 1976 : Le Trouble-fesses
- 1978 : Si vous n'aimez pas ça, n'en dégoûtez pas les autres

### Réalisateur
- Le Traqué